# Вальдо Рубіо
Вальдо Рубіо (ісп. Waldo Rubio, нар. 17 серпня 1995, Бадахос) — іспанський футболіст, нападник клубу «Реал Вальядолід».

## Ігрова кар'єра
Народився 17 серпня 1995 року в місті Бадахос. Вихованець футбольної школи клубу «Рекреатіво».
У дорослому футболі дебютував 2014 року виступами за команду «Рекреатіво Б», а з наступного року почав залучатися до складу головної команди «Рекреатіво».
У липні 2017 року на правах вільного агента приєднався до «Кордови», в якій протягом сезону грав здебільшого за другу команду.
Влітку 2018 року став гравцем клубу «Реал Вальядолід».